# Sous-préfecture de Santo Amaro

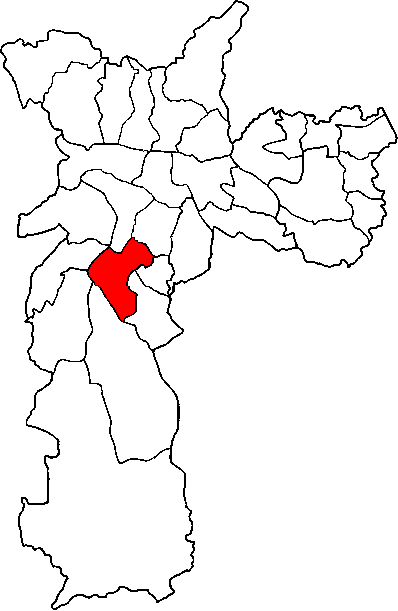
Localisation de la sous-préfecture

La sous-préfecture de Santo Amaro est régie par la loi no 13 999 du 1er août 2002 et est l'une des 32 mairies régionales de la ville de São Paulo. Elle comprend trois districts, Santo Amaro, Campo Belo et Campo Grande, qui équivaut ensemble à une superficie de 37,5 km2, étant habité par 238 000 personnes, selon le recensement de 2010, et ayant une densité de population de 6 347 habitants par km2,.
La préfecture régionale de Santo Amaro et les autres préfectures de la municipalité ont été créées dans le but de faciliter et d'améliorer l'administration de la municipalité. Sur le site, la population peut déposer des plaintes et également demander différents types de services, notamment : construction et restauration de rues et de trottoirs, plantation, coupe d'arbres dans les rues, remplissage de trous, conservation et restauration de places de parc, entre autres. Les problèmes impliquant les secrétariats des affaires juridiques, du logement et de la modernisation, des finances et de la santé de la municipalité de São Paulo peuvent également être résolus.

## Histoire
Avec l'arrivée des Portugais au Brésil à l'époque de la colonisation, plus précisément en 1556, dans la Capitainerie de São Vicente, les jésuites qui voulaient mener à bien le processus de catéchisation des Indiens et d'autres travaux pour la Compagnie de Jésus, étaient divisés en trois lieux distincts choisis par Manuel da Nóbrega, père provincial des Jésuites, comme suit : Casa de São Paulo de la Compagnie de Jésus, située à São Paulo ; Maison de São Vicente, à São Vicente (São Paulo) ; et Jeribatiba, à Santo Amaro.
En raison de ce processus de catéchisation, de nombreux Indiens et colons sont restés dans la région de Santo Amaro après cette période. Avec cela, le jésuite espagnol, José de Anchieta, a proposé la création d'une église avec l'intention de constituer un village. Une statue en bois de Santo Amaro, saint patron des agriculteurs, a été offerte à l'Église par le couple João Paes et son épouse Suzana Rodrigues en 1560, lorsque la région a commencé à s'appeler Santo Amaro. Actuellement, l'image est conservée dans l'église paroissiale de Santo Amaro.

## Gestion actuelle
Dans l'une de ses premières actions en tant que nouveau maire de São Paulo, João Doria Junior a nommé plusieurs hommes politiques comme maires régionaux des préfectures régionales de la municipalité. À Santo Amaro, Roberto Arantes Filho a assumé le poste. Habitant du quartier depuis plus de 20 ans, Roberto est fier de la proximité qu'il entretient avec les habitants de la région, se revendiquant d'être un facilitateur lorsqu'il s'agit de travailler,.
Les principaux objectifs du maire sont de relancer des projets anciens ou bloqués, d'améliorer la qualité de vie des habitants de la région. En outre, les projets "Cidade Linda" et "Corujão da Saúde" sont en cours d'élaboration par la mairie régionale de Santo Amaro. Comme principal défi de son administration, le maire régional met la récupération d'Água Espraiada.

## District de Santo Amaro
Superficie : 15,60 km2
Population : 71 560 hab (2010)
Densité démographique (Hab/km²) : 4 587
Principaux quartiers : Alto da Boa Vista, Chácara Flora, Chácara Monte Alegre, Chácara Santo Antônio, Chácara São Luís, Granja Julieta, Jardim Cordeiro, Jardim Dom Bosco, Jardim Petrópolis, Jardim Promissão, Jardim Santo Amaro, Santo Amaro, Várzea de Baixo, Vila Cruzeiro, Vila Elvira, Vila União.

## District de Campo Belo
Superficie : 8,80 km2
Population : 65 752 hab (2010)
Densité démographique (Hab/km²) : 7 472
Principaux quartiers : Brooklin Novo, Brooklin Paulista, Campo Belo, Jardim Aeroporto, Jardim Brasil, Nova Piraju, Vila Alexandria, Vila Carmem, Vila Congonhas, Vila Noca.

## District de Campo Grande
Superficie : 13,10 km2
Population : 100 713 hab (2010)
Densité démographique (Hab/km²) : 7 688
Principaux quartiers : Campininha, Campo Grande, Conjunto Residencial Sabará, Jardim Alva, Jardim Bélgica, Jardim Diomar, Jardim Luanda, Jardim Marajoara, Jardim Sabará, Jardim Santa Cruz, Jardim Umuarama, Parque Residencial Júlia, Vila Anhanguera, Vila Campo Grande, Vila Santana, Vila São Pedro.

### Dates importantes
- 1686 : Le village est reconnu comme paroisse par l'évêque de Rio de Janeiro de l'époque, D. José E. Barros Alarcão, qui le nomme Santo Amaro[12] ;
- 1737 : Une route est construite pour relier Santo Amaro et São Paulo[12] ;
- 1829 : La véritable croissance de la région commence. Les terres sont attribuées aux colons allemands et enfin la première colonie d'immigrants à Santo Amaro est reconnue[12] ;
- 1832 : Santo Amaro est reconnu comme ville[12] ;
- 1833 : En avril, la formation du pouvoir législatif de Santo Amaro a lieu, avec 7 conseillers déterminés par l'électorat paroissial ;
- 1835 : Le 4 mars, a lieu l'élection du premier maire de Santo Amaro, Manoel José Moraes ;
- 1835 : Création du corps militaire de la Garde Nationale à Santo Amaro ;
- 1841 : Inauguration de la première école publique à Santo Amaro ;
- 1868 : Premier journal ;
- 1886 : Inauguration de la ligne ferroviaire de São Paulo et Santo Amaro. Le premier train a voyagé de Rua São Joaquim à Praça Santa Cruz[12] ;
- 1894 : Inauguration de l'actuelle Maison de la Culture ;
- 1896 : Inauguration de l'ancien Jardin public, aujourd'hui Praça Floriano Peixoto ;
- 1907 : Début de la construction du réservoir de Guarapiranga. Une fois la construction achevée, le site est devenu un lieu touristique de la municipalité ;
- 1924 : Création de l'église matriciale de Santo Amaro ;
- 1932 : Réurbanisation de la municipalité ;
- 1935: L'interventeur fédéral demande un décret qui annexe la municipalité de Santo Amaro à la municipalité de São Paulo, devenant un district de la municipalité[12].

## Curiosités
La région a encore de fortes influences catholiques en raison de la période coloniale au cours de laquelle les missions de la Compagnie de Jésus ont eu lieu,.
Avant de devenir un quartier de la municipalité de São Paulo, en 1935, Santo Amaro était une municipalité indépendante.

## Statues importantes
Entre l'avenue Santo Amaro et l'avenue Adolfo Pinheiro, l'artiste Júlio Guerra a établi son œuvre en l'honneur de Manoel de Borba Gato (bandeirante de São Paulo). La sculpture, construite en 1960, mesure plus de 10 mètres de haut et pèse l'équivalent de 20 tonnes. Il est vite devenu une carte postale, directement associée au district.